# Coppa dei Campioni 1983-1984 (pallavolo maschile)
La Coppa dei Campioni di pallavolo maschile 1983-1984, organizzata dalla Confédération Européenne de Volleyball (CEV), è stata la 25ª edizione del massimo torneo pallavolistico europeo.
La vittoria finale è andata per la prima volta al Parma.

## Squadre partecipanti
| - Dinamo Tirana - Görz 33 - Kortrijk - CSKA Sofia - Dukla Liberec - APOEL | - DHG Odense - City of Bristol - Raision Loimu - Hapoël Hampil - Cannes - Giesen | - Olympiakos - Parma - HAOK Mladost - Tromsø - Corbulo - Esmoriz | - Sanitas - Progona VBK - Losanna UC - Eczacıbaşı - Kecskeméti |

## Torneo

### Preliminari

#### Andata
| ? novembre 1983 Göteborg Durata: ? - Spettatori: ?               | Progona VBK   | 3 - 0 | DHG Odense      | 15-12, 15-9, 15-1               |
| ? novembre 1983 Vienna Durata: ? - Spettatori: ?                 | Görz 33       | 3 - 2 | City of Bristol | 15-9, 13-15, 11-15, 15-6, 15-10 |
| ? novembre 1983 Esmoriz Durata: ? - Spettatori: ?                | Esmoriz       | 0 - 3 | Eczacıbaşı      | 5-15, 5-15, 8-15                |
| 12 novembre 1983 Il Pireo (Drapetsona) Durata: ? - Spettatori: ? | Olympiakos    | 3 - 0 | APOEL           | 15-5, 15-3, 15-1                |
| ? novembre 1983 ? Durata: ? - Spettatori: ?                      | Hapoël Hampil | 1 - 3 | Giesen          | 10-15, 9-15, 15-8, 12-15        |
| 12 novembre 1983 Tromsø Durata: ? - Spettatori: ?                | Tromsø        | 1 - 3 | Raision Loimu   | 7-15, 15-12, 15-17, 4-15        |
| 5 novembre 1983 Losanna Durata: ? - Spettatori: ?                | Losanna UC    | 1 - 3 | Sanitas         | 13-15, 12-15, 15-12, 11-15      |

#### Ritorno
| ? novembre 1983 Odense Durata: ? - Spettatori: ?   | DHG Odense      | 2 - 3 | Progona VBK   | 11-15, 15-5, 15-9, 4-15, 6-15 |
| ? novembre 1983 Bristol Durata: ? - Spettatori: ?  | City of Bristol | 1 - 3 | Görz 33       | 15-8, 14-16, 2-15, 6-15       |
| ? novembre 1983 Istanbul Durata: ? - Spettatori: ? | Eczacıbaşı      | 3 - 0 | Esmoriz       | 15-1, 15-3, 15-4              |
| ? novembre 1983 Nicosia Durata: ? - Spettatori: ?  | APOEL           | 0 - 3 | Olympiakos    | 2-15, 4-15, 5-15              |
| ? novembre 1983 Giesen Durata: ? - Spettatori: ?   | Giesen          | 3 - 0 | Hapoël Hampil | 15-0, 15-4, 15-12             |
| 13 novembre 1983 Turku Durata: ? - Spettatori: ?   | Raision Loimu   | 3 - 0 | Tromsø        | 15-5, 15-4, 15-3              |
| ? novembre 1983 Madrid Durata: ? - Spettatori: ?   | Sanitas         | 3 - 0 | Losanna UC    | 15-12, 15-7, 15-2             |

#### Squadre qualificate
| - Olympiakos - Giesen - Progona VBK - Eczacıbaşı | - Sanitas - Raision Loimu - Görz 33 |

### Primo turno

#### Andata
| ? dicembre 1983 Göteborg Durata: ? - Spettatori: ?              | Progona VBK   | 3 - 2 | Görz 33       | 9-15, 15-9, 8-15, 15-9, 15-12 |
| ? dicembre 1983 Tirana Durata: ? - Spettatori: ?                | Dinamo Tirana | 3 - 1 | Cannes        | 11-15, 15-13, 15-12, 17-15    |
| 4 dicembre 1983 Voorburg Durata: ? - Spettatori: ?              | Corbulo       | 3 - 0 | Eczacıbaşı    | 15-4, 15-7, 15-13             |
| 6 dicembre 1983 Parma Durata: ? - Spettatori: ?                 | Parma         | 3 - 1 | CSKA Sofia    | 18-16, 7-15, 15-7, 15-8       |
| 4 dicembre 1983 Il Pireo (Drapetsona) Durata: ? - Spettatori: ? | Olympiakos    | 1 - 3 | Dukla Liberec | 9-15, 15-11, 4-15, 6-15       |
| ? dicembre 1983 Kecskemét Durata: ? - Spettatori: ?             | Kecskeméti    | 3 - 0 | Giesen        | 15-4, 15-13, 15-13            |
| 4 dicembre 1983 Turku Durata: ? - Spettatori: ?                 | Raision Loimu | 3 - 1 | Sanitas       | 10-15, 15-6, 15-6, 15-10      |
| 3 dicembre 1983 Kortrijk Durata: ? - Spettatori: ?              | Kortrijk      | 1 - 3 | HAOK Mladost  | 12-15, 10-15, 15-8, 12-15     |

#### Ritorno
| ? dicembre 1983 Vienna Durata: ? - Spettatori: ?    | Görz 33       | 3 - 1 | Progona VBK   | 15-11, 13-15, 15-13, 16-14    |
| ? dicembre 1983 Cannes Durata: ? - Spettatori: ?    | Cannes        | 3 - 0 | Dinamo Tirana | 15-11, 15-9, 15-6             |
| 11 dicembre 1983 Istanbul Durata: ? - Spettatori: ? | Eczacıbaşı    | 3 - 2 | Corbulo       | 15-5, 7-15, 9-15, 15-3, 15-12 |
| ? dicembre 1983 Sofia Durata: ? - Spettatori: ?     | CSKA Sofia    | 3 - 1 | Parma         | 15-6, 6-15, 15-13, 15-9       |
| 12 dicembre 1983 Liberec Durata: ? - Spettatori: ?  | Dukla Liberec | 3 - 0 | Olympiakos    | 15-6, 15-7, 15-6              |
| ? dicembre 1983 Giesen Durata: ? - Spettatori: ?    | Giesen        | 3 - 0 | Kecskeméti    | 15-0, 15-6, 15-10             |
| 10 dicembre 1983 Madrid Durata: ? - Spettatori: ?   | Sanitas       | 3 - 0 | Raision Loimu | 15-7, 18-16, 15-6             |
| ? dicembre 1983 Zagabria Durata: ? - Spettatori: ?  | HAOK Mladost  | 3 - 1 | Kortrijk      | 15-12, 12-15, 15-10, 15-6     |

#### Squadre qualificate
| - Cannes - Giesen - Dukla Liberec - Sanitas | - Parma - Görz 33 - Corbulo - HAOK Mladost |

### Secondo turno

#### Andata
| ? gennaio 1984 Vienna Durata: ? - Spettatori: ?   | Görz 33       | 3 - 2 | Cannes       | 15-5, 10-15, 15-8, 13-15, 15-10 |
| ? gennaio 1984 Voorburg Durata: ? - Spettatori: ? | Corbulo       | 0 - 3 | Parma        | 9-15, 6-15, 12-15               |
| ? gennaio 1984 Liberec Durata: ? - Spettatori: ?  | Dukla Liberec | 3 - 0 | Giesen       | 15-6, 15-12, 15-9               |
| ? gennaio 1984 Madrid Durata: ? - Spettatori: ?   | Sanitas       | 2 - 3 | HAOK Mladost | 3-15, 15-13, 15-11, 14-16, 2-15 |

#### Ritorno
| ? gennaio 1984 Cannes Durata: ? - Spettatori: ?    | Cannes       | 3 - 0 | Görz 33       | 15-6, 15-8, 15-9           |
| 18 gennaio 1984 Parma Durata: ? - Spettatori: ?    | Parma        | 3 - 0 | Corbulo       | 15-13, 15-6, 15-4          |
| ? gennaio 1984 Giesen Durata: ? - Spettatori: ?    | Giesen       | 1 - 3 | Dukla Liberec | 14-16, 15-13, 13-15, 17-19 |
| 18 gennaio 1984 Zagabria Durata: ? - Spettatori: ? | HAOK Mladost | 3 - 0 | Sanitas       | 15-7, 15-4, 15-12          |

#### Squadre qualificate
| - Cannes - Dukla Liberec | - Parma - HAOK Mladost |

### Fase finale

#### Risultati
| 17 febbraio 1984 Basilea Durata: ? - Spettatori: ? | Dukla Liberec | 3 - 0 | Cannes        | 15-4, 15-5, 15-5               |
| 17 febbraio 1984 Basilea Durata: ? - Spettatori: ? | HAOK Mladost  | 2 - 3 | Parma         | 15-9, 15-9, 10-15, 14-16, 5-15 |
| 18 febbraio 1984 Basilea Durata: ? - Spettatori: ? | Dukla Liberec | 2 - 3 | HAOK Mladost  | 15-3, 15-10, 8-15, 2-15, 14-16 |
| 18 febbraio 1984 Basilea Durata: ? - Spettatori: ? | Cannes        | 0 - 3 | Parma         | 10-15, 10-15, 7-15             |
| 19 febbraio 1984 Basilea Durata: ? - Spettatori: ? | HAOK Mladost  | 3 - 0 | Cannes        | 15-11, 15-5, 15-8              |
| 19 febbraio 1984 Basilea Durata: ? - Spettatori: ? | Parma         | 3 - 0 | Dukla Liberec | 15-11, 15-8, 15-10             |

#### Classifica
| Pos | Squadra       | Pt | G | V | P | SV | SP | Ratio | PF  | PS  | Ratio |
| --- | ------------- | -- | - | - | - | -- | -- | ----- | --- | --- | ----- |
| 1   | Parma         | 6  | 3 | 3 | 0 | 9  | 2  | 4,5   | 154 | 115 | 1,339 |
| 2   | HAOK Mladost  | 5  | 3 | 2 | 1 | 8  | 5  | 1,6   | 163 | 142 | 1,148 |
| 3   | Dukla Liberec | 4  | 3 | 1 | 2 | 5  | 6  | 0,833 | 128 | 118 | 1,085 |
| 4   | Cannes        | 3  | 3 | 0 | 3 | 0  | 9  | 0     | 65  | 318 | 0,481 |